# 均田制
均田制（きんでんせい）は、中国に於いて南北朝時代の北魏から唐代まで行われた土地制度。国家が国民に田や荒地を給付し、得た収穫の一部を国家に納め、定年により土地を返却する。

## 概要
制度の具体的内容やその実態に付いては諸議論があるが、概要および歴史の項目では一般的に理解されていると思われる均田制を説明する。
均田制という制度は、戸籍に登録された民のうちの、労働に耐えうる人間に、一代限りの口分田（露田、麻田）と、加えて一定の広さまで世襲が認められる永業田（桑田、世業田）を給付し、その給付に対して定額の租（穀物）、調（繊維）、役（労役）（租庸調）の納税を求めるものである。
北魏孝文帝治世の485年に初めて施行され、その後の東魏と北斉、西魏と北周、隋、唐に受け継がれる。しかし人口増大による未授給の欠田戸の増加や武周期の浮戸や逃戸の増加に伴う田籍の遺漏進行、玄宗期の荘園増大などにより次第に実施は困難となる。安史の乱以降は藩鎮が経営する営田の増加もあって有名無実となり、780年の両税法の施行によって実質上は廃止された。
均田制は土地と民の把握および恒常的な税収という国家支配に於いて重要な制度であり、府兵制と並んで律令制の根幹たる存在であった。周辺諸国は唐律令を採り入れると共に均田制もまた取り入れ、日本に於いては班田収授法として実施された。

## 歴史
単位に付いては単位表を参照。

### 均田への系譜
周代には井田制が行われていたとされる。井田制は9家を一組と成し、一家ごとに100畝の私田を給付、9家に100畝の公田を共同で耕作させる。私田から得られる収穫は民の収入に、公田から得られる収穫を国に対する税とする制度である。
前漢では豪族による大土地所有が進み、これを嫌った政府は哀帝の即位（綏和2年、紀元前7年）と共に土地の所有の上限額を決める限田制を実行しようとしたが、強い反対に遭い断念した。また武帝治世の末頃から、地方政府が困窮した民を募って官田を耕作させる経営を行い始める。
この流れを受け、漢朝を簒奪した新の王莽は土地の私有を禁じ、全てを王田（国有地）とする王田制を打ち出した。しかし剰りにも空想的な施策であり、当然ながら大地主層からの激しい反発を受けた。
後漢を引き継いだ魏の実質的な創始者曹操は戦乱で荒れ果てた土地に農民を集め、自らの軍をもって守備させ、収穫を納めさせる屯田制を実行した。
魏から禅譲を受けた西晋では280年より占田・課田制が施行される。占田・課田制は土地制限としての占田、農民に対する給付と課税としての課田という両者を備えており、均田制の前身と言えるものであった。ただし西晋が短命に終わったためにこの制度は実施期間がごく短く、また史料的な制約もあり、成果がどの程度上がったのか良く解らない。
西晋滅亡後、華北は五胡十六国時代の長い混乱期に入る。その中で徙民政策と計口受田制が行われる。徙民とは民を徙（うつ）すの意で強制的な移住政策のことであり、移住させた民に対して口（人数）を計って田の給付を行うのが計口受田制である。

### 北魏均田制
439年、北魏が華北を統一する。当時は豪族が経営する広大な荘園が存在しており、その中に多数の農民が囲い込まれていた。均田制はこれと並立したが、当初の均田制は兵役と密接に結びいた軍事制度の側面が主で田制の側面は従である。
馮太后の摂政の元に均田制に前後して484年（太和八年）6月に俸禄制が発布。翌485年（太和九年）10月、李安世の上奏を受けて均田制が発布、更に翌486年（太和十年）2月には三長制が施行されている。
それまでの北魏官僚には俸禄が無く、官僚は勝手に民衆から取り立てて自らの収入としていた。俸禄を与えそれを禁じたのが俸禄制である。三長制は五家を一隣、五隣を一里、五里を一党と言う単位に民衆を組織する制度である。俸禄制は地方の綱紀粛正により、均田制の円滑な実施を求めるものであり、三長制は豪族が囲い込む農民の再編と隠匿する戸口を摘発して国家の支配下に置き、均田制の礎とするものである。
北魏に於ける均田制の具体的な内容を述べると
- 15歳以上の男性を男夫とし、これに露田80畝（正田40畝・倍田40畝、約3.7ヘクタール）と桑田20畝（約0.93ヘクタール）ないし麻田10畝（約0.46ヘクタール）を与える。
- 既婚女性を夫人[注釈 2]とし、これに正田20畝、倍田20畝、麻田5畝を与える。
- 奴婢は良民（奴婢でない）に準ずる。
- 耕牛に正田30畝・倍田30畝を与える。但し4年まで[注釈 3]。
- 園宅地として良人3人に1畝、奴婢5人に1畝が与えられる。

露田とは木が植えられない裸の田という意味で穀物を栽培する。桑が栽培できる土地には桑田を桑が出来ない土地は麻田がそれぞれ給付される。倍田とは連作防止のためのものである。
この内、桑田と園宅地は世襲が認められ、ある程度自由に処分することが認められた。一方で世襲により桑田を多く持つ者は余剰分を倍田の替わりとして充てられる。露田と麻田は男夫は死ぬか、70になった時に返還する。夫人の場合は明確ではないが、夫が死んだり、離縁したりして夫人でなくなった場合には返還する。それぞれ後代の口分田と永業田の元となったと考えられる。
奴婢や牛に対する給付はその所有者が受け取ることになる。これは大土地所有をある程度認めたものと考えられるが、これは初期均田制が土地の均等な配分よりも労働力を余すことなく活用することに主眼が置かれていたためと考えられる。
そしてこの支給に対する収税が均賦制であり、夫婦に対して租が粟2石（79.2リットル）、調帛1匹（27.9メートル）、麻布の場合には布1匹が課せられる。未婚の男性はこの四分の一、奴婢には八分の一、牛に対しては二十分の一がかけられる。

### 隋唐均田制
587年、隋が中国を統一すると文帝は全国に対して均田制を実施（ただし、旧南朝領域に関する問題は後述）し、煬帝の即位と共に夫人、奴婢に対する給付を取りやめる。
北周から禅譲を受けた隋であったが、均田制に付いては斉制に倣った。
隋の均田制では男丁（男夫に同じ）に対して口分田80畝（約4.17ヘクタール）、世業田20畝（約1.04ヘクタール）が給付される。口分田は59歳になると返還する田であり、世業田は子孫に伝えることが許される田である。
またこれとは別に官人永業田と、職分田、公廨田の制度が整備される。官人永業田は官僚、勲官（外征に勲功を挙げた者）、爵位の持ち主に対して与えられ、世襲が認められ、官品の上下で給付額が決まる。職分田は実際の職に就いている者がその間だけに与えられるものである。公廨田は官庁の経費をまかなうためのものである。職分田と公廨田は希望者に対して耕作の権利を与え、収穫の一定量を収めさせるというものだが、実際には半強制であったようである。
これに対して租が粟3石（59リットル）、調が絹1匹（29.5メートル）と綿3両（約124グラム）、役に年30日が課される。583年（開皇三年）には租が2石・役が20日とそれぞれ削減される。
唐も基本的に隋制に倣う。庸の制度は隋に於いて見られ始め、唐になって完全な形となる。

### 均田制の崩壊
武周から玄宗時期にかけて、天災、労役の過重、大土地所有が進んだことによる耕作地の不足などにより窮迫した農民が土地を失い、本籍地から逃亡する例が増える。これを逃戸と呼び、逃戸が逃亡先で定着したものを客戸と呼ぶ。政府は対策として客戸を再び戸籍に組み入れる括戸政策を行う。これによって一定の効果を挙げたものの、客戸は土地と民と不可分のものとして国が管理する均田制の理念とは相容れない存在であり、均田制は機能不全に陥っていた。
また客戸は大土地所有者の元に逃げ込んで小作人となることが多く、これを佃戸と呼ぶ。佃戸の増大により、租庸調の収入は激減した。
これに対して唐中期から租庸調とは別立ての税、地税、青苗銭、戸税などが出てくるようになる。これらは租庸調が土地と民とを一体のものと看做してかけられた税であるのに対して、民個人の財産に応じてかけられる税である。安史の乱以後には財政の悪化も影響し、これらの税目が非常に多岐に渡るようになり、その内容も非常に複雑で不公平になりやすいものであった。また乱以降に割拠した藩鎮勢力はこれらを恣意的に取り立てて自らの財源として扱い、不公平はますます酷くなった。この不公平が更に逃戸を生み出し、それがなお財政の悪化をもたらすという悪循環であった。
780年に宰相楊炎の建議によって、複雑な税制を夏税と秋税の二つに纏める両税法が施行され、均田制を規定する田令はそのまま保持されるものの実質的には消滅した。

## 制度の変遷

### 給付
給付額、課税額の変遷に付いては後述の表を参照のこと。
北魏分裂後の北斉での変更点は564年（河清三年）に給付を受けられる奴婢の数に制限が設けられ、最高の親王が300人、八品以下は60人を限度としてそれ以上の奴婢には給付されないようになる。同時に未開拓地を自ら切り開いた者にはその土地が与えられるようになった。この政策の意義は奴婢の労働力を既墾地から未墾地に移すことを目的としていると考えられる。
また北魏制では桑の産地であるかどうかでかなりの不均衡が出ることになる。そこで北斉では麻田も桑田と同じく20畝を世襲可能とした。なお夫人に対する麻田の給付は無くなる。
他に給付の対象年齢が70歳から59歳に引き下げられる。
北周での給付に付いては判然としないが、夫婦に140畝、独身男性に100畝とあり、北斉と同じように麻田も20畝となった可能性が高い。
隋に於ける変更点は、夫人と奴婢に対する給付が廃止され、男丁（男夫に同じ）に一本化されたことである。更に丁となる年齢がそれまでの18歳から21歳に引き上げられる。なお16歳から20歳までの男性は中男とされ、給付は受けるが租調は納めず雑徭のみを課せられた。
しかし全ての農民に対して同じだけの農地を分配することを名目としているものの、実際の運用に於いてはそうならない場合も多い。長安周辺など人口に対して極端に農地の少ない土地では十分な給付は不可能である。唐代に於いてはこのような土地を狭郷と呼び（対して十分な給付が出来る土地を寛郷と呼ぶ）、規定の半分が給付される。
なお、農耕の継続のために狭郷から寛郷への移住は容認されており、移住先での生活安定化のための一時的な租税の減免（給復）規定が設けられていた。

#### 官人永業田・職分田・公廨田
官人永業田は隋に始まり、官品に応じて給付される。隋代では最高が100頃、少ないもので40畝とある。唐制は最高が100頃から最低で40頃とある。いずれも永業田であり、世襲と自由な処分が可能である。
これに対して職分田（職田）の起源は北魏にある。職分田は前述の通りその官職にある間だけ給付されるものであり、そこから得られる収穫がその職の給料の一部と成り、その職から離れた時に返還する。当然、自由な処分は不可であり、その経営の仕方も決められたものであった。北魏の職分田に付いては『魏書』中にそれを示したと思われる条文が二種類あり、一つは最高の刺史で15頃とあり、もう一つは全て1頃となっている。これに付いて堀敏一は前者が全国的な官に付いてのものであり、後者は京官（中央官僚）に付いてのものとする。職分田はその職の任地に近い土地が与えられる名目になっており、数の多い中央官僚に与えられる土地は少ないものとなる。北魏に於いては官僚の官品による差異は無かったが、北斉に於いては官品に応じて差が付けられたと考えられる（具体的額に付いては不明）。隋に於ける職分田は最高の一品で5頃、品ごとに50畝の差が付けられ、最低の九品で1頃となる。唐では最高の一品で12頃、最低の九品で2頃となる。
公廨田は隋の開皇十四年（594年）に初めて登場する。公廨田は各官庁の費用を購うための土地である。
公廨田、職分田共に農民から耕作希望者を募って一定額を納めさせ、余剰が農民の収入となるという名目になっていたが、実際には強制的なものとなっており、一種の役的性格を持つものであったらしい。しかしこの役の負担に加え、職分田の存在自体が農民に負担を与えるものとなっていた。職分田は任地付近に土地が与えられることになっていたために首都周辺にそれら公田が集中することになる。しかし隋から唐までの首都であった長安は人口に対して極端に耕作地の少ない狭郷（給付の項を参照）であったため、職分田の存在が農民たちの生活を圧迫することになった。そのため何度となく改廃が繰り返されることになる。
なお、均田制は全ての人に均一に田畑を分け与える制度ではなく、身分秩序に基づいた階層的な土地制度であった。そのため、王公や官人が官人永業田などを所有することで白丁と格差が生じる事は、均田法に反するものではなかった。

#### 不課口給田・税戸
不課口（不課戸）とは納税しない口（戸）のことである。
不課口には二種類あり、まず納税するだけの能力を持たない子供、老人、廃疾、寡婦などしかいない戸を蠲課戸と呼ぶ。これに対して北魏に於いては、11歳以上15歳未満の中男および廃疾者が戸主の戸に対しては40畝（20+20）、70歳以上の老男が戸主の戸に対しては80畝、寡婦に40畝を給付した。隋に付いては詳細は不明。唐では戸主でなくても老男および篤疾と廃疾は40畝、寡婦30畝となる。
これらの不課口給田は社会保障的な意味合いを持つものである。これとは別に唐代では官に免税特権が出来、これらを免課戸と呼ぶ。
唐を通じて免課戸は増大の一途を辿り、それに伴って一般農民に給付される田地は減っていった。755年（天宝十四年）の記録で本来給付されるべき土地が1430万頃あまりに対して実際の給付額が530万頃あまりという数字がある。しかし給付される土地が少なくなっても税は減額されず、これによって生じた農民の困窮が均田制崩壊の一因と見られる。

#### 九等戸制
均田制は農民を全て等質に支配する制度ではあるが実際にはその経済状態には差が生じるのは避けがたかった。そこで北魏では各戸の財産を量って上・中・下の三等に分割し、唐の635年には上上から下下の九等に分ける。これを九等戸制という。
給付額及び課税額は変わらないが、給付の際に下等戸から優先的に割り振る、あるいは役を上等戸から優先的に割り振るなどの差を付けた。唐代の均田制では給付に際して上等戸から優先的に割振られた。

### 課税

#### 役
北魏に於ける役については史料的な制限もあり、判然としない。ただ征戍や雑役と呼ばれる役があったと考えられる。征戍は唐の正役（歳役）、雑役は雑任役とも言い唐の徭役の、それぞれ前身であると考えられる。
正役および徭役の日数に付いては西魏から北周にかけて丁兵制という兵制があった。この兵制は最初は六丁兵（年60日）であったものが後に八丁兵（年45日）になり、十二丁兵（年30日）になったと考えられる。更に隋の開皇三年（583年）に年20日（閏年には22日）になり、唐もこれを受け継ぐ。
また留役という規定があり、20日を越えて余分に役を行った者は15日を越えれば調が、更に15日を越えれば租が免ぜられる。逆に余分に財貨を納めて役を免れる庸の制度は隋に於いて特例的に行われていたものが、唐代に入り一般化した。1日の役に対して絹3尺ないし麻布3.75尺を納める。
丁兵制と府兵制の関係であるが北周までの府兵は基本的に鮮卑軍団によるものであり、一般民とは明確に区別されていた。隋の開皇十年（590年）にこの区別が廃止され、一般民による正役・歳役が府兵を構成するようになる。
唐の徭役は中央政府が管轄する様々な雑役を行う。主なものを挙げると城門や倉庫の番をする門夫、橋梁の番人である津家水手、駅伝の駅の番である駅家や駅子、あるいは村落の取りまとめや徴税を行う里正、村正、坊正などがある。徭役に付いている間には租調と雑徭が免除されていた。逆に一定の金銭を納めれば徭役を免れることが出来た。
正役や徭役に加え、雑徭と呼ばれる労役がある。これは正役や徭役が中央政府に使役されるものであるのに対して、雑徭は地方官に使役される。雑徭は北魏の延興三年（473年）にまで遡るが、雑徭に関しては史料が少なく、判然としない部分が多い。その中で有力とされる説を挙げると、
雑徭は地方官の考えによって課される役であり、決められた日数は無く、全く課されない場合もあれば多く課される場合もある。ただし、雑徭の日数が40日を越えると役が、70日を超えると租が、100日で租調役全てが免ぜられた。
というものである。

#### 地税・戸税
唐代均田制下に於ける課税の基本は言うまでもなく租調役である。しかしそれとは別に地税および戸税がある。
地税は天災などの時に救済費用として当てるためのものであり、私有地・借地の別なく1畝ごとに粟2升を収める。唐のいつごろの年代から始まったのかは不明であるが、少なくとも680年には存在していたことが解っている。しかし唐の財政悪化と共に救済費用のはずが一般財源としても使われるようになる。
戸税は不課戸を対象にして戸単位でかけられる税である。不課戸を課戸と同じく九等に分け（官吏は官品に応じて）、上上戸で4000文、下下戸で500文を課す（769年時点）。

## 表

### 給付
|      | 男丁（男夫）                                     | 夫人                              | 奴婢       | 牛                        |
| ---- | ------------------------------------------------ | --------------------------------- | ---------- | ------------------------- |
| 北魏 | 露田80畝（正田40+倍田40）+桑田20畝ないし麻田10畝 | 露田40畝（正田20+倍田20）+麻田5畝 | 良民に同じ | 露田60畝（正田30+倍田30） |
| 北斉 | 露田80畝+桑田ないし麻田20畝                      | 露田40畝                          | 良民に同じ | 露田60畝（正田30+倍田30） |
| 隋   | 20畝までの世業田+支給可能な口分田（上限80畝）    | 廃止                              | 廃止       | 廃止                      |
| 唐   | 20畝までの永業田+支給可能な口分田（上限80畝）    | 廃止                              | 廃止       | 廃止                      |

### 課税
| 北魏 | 粟2石            | 4分の1 | 8分の1 | 20分の1         | 絹1疋（布1匹） 綿8両           | 4分の1                        | 8分の1 | 20分の1 |        |                                |
| 北斉 | 墾租2石・義租5升 | 2分の1 | 2分の1 | 墾租1斗 義租5升 | 絹1疋・綿8両                   | 2分の1                        | 2分の1 | 絹2尺   |        |                                |
| 北周 | 粟5斛            | 2分の1 |        |                 | 絹1疋（布1疋） 綿8両（麻10斤） | 2分の1                        |        |         |        |                                |
| 隋   |                  | 粟3石  |        |                 |                                | 絹2丈（布1疋） 綿3両（麻3斤） |        |         | 年30日 |                                |
| 唐   |                  | 粟2石  |        |                 |                                |                               |        |         |        | 年20日 1日=絹3尺ないし布3.75尺 |

### 単位表
|      | 100分の1頃=1畝 | 1匹=10丈=100尺        | 1石=2斛=10斗 | 1斤=16両  |
| ---- | -------------- | --------------------- | ------------ | --------- |
| 北魏 | 467平米        | 前中期27.9m 後期29.5m | 39.6ℓ        | 515.5g    |
| 隋   | 522.15平米     | 29.5m                 | 59.4ℓ        | 660～693g |
| 唐   | 522.15平米     | 31.1m                 | 59.4ℓ        | 680～640g |

## 研究史
この項の大部分は氣賀澤保規「均田制研究の展開」に拠っている。

### 戦前
均田制の研究は戦前より行われ、1970年代までは日本の中国史学界でも最も活発な分野であった。しかし扱う範囲が時代も分野も非常に広いため、個々の論点で話し合われる論争に発展することはあまり多くなかった。
日本における本格的な均田制研究は1922年（大正11年）に発表された玉井是博の「唐時代の土地問題管見」（『支那社会経済史研究』に所収）、岡崎文夫の「唐の均田法に就いて」（『支那学』2-7）に始まる。
戦前に於いて主要な役割を果たした研究者を挙げると、前記2人を除いて、加藤繁、仁井田陞、鈴木俊、宮崎市定、志田不動麿らの名前が挙がる。戦前の均田制研究に於いては一次史料が極端に少ない。均田制を規定する律令に関しては仁井田によりほぼ完全な形で復元が行われているものの（『唐令拾遺』）、一次史料となると敦煌文献、吐魯番文献中に戸籍文書がわずかに見つかっていたのみであった。
以後、戦前に於ける主な争点を節を分けて解説する。

#### 均田農民の性格付け
均田制下に於ける農民たちが社会的にはどういう位置に位置づけされるかである。志田不動麿は均田農民は国家との関係において農奴であり、唐中期に均田制が崩れた後に小作制が登場するとした（志田1932）。これに対して宮崎市定は均田制とは国家による荘園経営であり、均田農民は小作人（農奴）であるとした（宮崎1935）。また加藤繁は均田制はある程度の大土地所有を認めつつそれに歯止めをかけ、農民たちを自作農の地位から没落しないようにするためのものであるとした（加藤1928）。

#### 国有か私有か
均田制によって給付される土地が国有であるのか私有であるのかである。玉井是博は前掲論文に於いて均田制は井田制以来の土地公有制を目指したものであるとする。宮崎市定は前述のように均田制は国家による荘園経営であるという立場なので当然国有と考える。これに対して仁井田陞は均田制は土地私有に対して一定の条件・制限を設けるものであるとし（仁井田1929、1930）、これに志田不動麿も賛成する。

#### 還受の実態
均田制の給付及びその還受が実際に行われていたかどうかである。玉井、岡崎の両者の前に内藤湖南と加藤が「均田制は大土地所有を制限する目的であったが、豪族、貴族の反発により十全な効果は発揮できなかった。」という意味のほぼ同じ考えを出しており、これが均田制研究の始まる前の一般的見解であったと言って良い。鈴木俊はこれとは多少違った立場を採り、均田制は豪族、一般農民の区別無く100畝で土地所有を制限する目的であるとした。更に敦煌戸籍の研究から個人の私有地を永業田として登録していき、余りがある場合は口分田として登録するものであったとする（鈴木1935、1936）。金井之忠もこれに賛成する（金井1943）。これに対して仁井田陞は均田制を規定する田令の条文、敦煌、吐魯番の戸籍文書などの研究から敦煌、吐魯番に於いて還受が行われていたとし、更に全国的にも還受が行われていた可能性を示唆した（仁井田1937）。

#### 均田制下の荘園の存在
宮崎は上述のように荘園は時代の特徴であるとし、均田制もまたその中にあるとする。しかし均田制を限田の意義から捉える多くの研究者は均田制と荘園とは対立し、均田制が荘園の拡大をある程度押さえ込む役割をしたと考える。

#### 地域限定論
岡崎文夫は均田制とは府兵制の軍府が置かれた地域で実施されたものであり、全国的に行われたものではなかったとの見解を出した（岡崎1935）。これに対して仁井田は前述の通り、全国的な実施が行われていたとする。
これとは別に、589年に隋によって征服・統合された旧南朝領域の農業は主として水田耕作と焼畑農業であり、華北の畑作地帯に合わせた均田制をそのまま適用すると、水田には広すぎ、焼畑には狭すぎるとして、実際に旧南朝領域で均田制がそのまま実施されたとは考えにくいとする古賀登の指摘（古賀2012）がある。

#### 均田制の系譜
均田制を井田制以来の中国伝来の土地思想と結びつける多数派に対して、清水泰次は鮮卑の計口受田制と関連付ける（清水1932）。

### 戦後
戦後の均田制研究に於いて最も大きな画期となったのは山本達郎による敦煌文献スタイン文書の整理と紹介、西嶋定生、西村元佑、周藤吉之らによる敦煌、吐魯番大谷文書の整理、紹介である。これにより西魏計帳戸簿、退田文書、給田文書、欠田文書といった一次史料が大幅に増え、均田制研究は大きく進展することになる。
西魏計帳戸簿は西魏の547年（大統13年）に作られた敦煌の戸籍（A文書）とその集計（B文書）からなる。土地を返還する者の氏名と土地を記したものが退田文書である。それを別紙に転写し、新たに給付される者の名を記したのが給田文書である。そして給田の不足分を記したものが欠田文書である。
これを基に西嶋は吐魯番に於いて給付、還受が行われていたとし、さらに敦煌でも同じことが言えるとした。そして二つの離れた地域に於いて給付、還受が行われていたことは均田制が全国的に実質を持って施行されていたことを証明しているとした。但し全国的に一様に行われているという訳ではなく、地方によって施行状態に差異があるとしている（西嶋1959、1960）。これらにより還受が行われていたとする見方が一気に強まり、現在に至る。
戦後の均田制研究で主要な役割を果たした研究者を挙げると、前述の3人を除き、戦前から続く鈴木俊、宮崎市定、戦後では曽我部静雄、池田温、日野開三郎、堀敏一、土肥義和らの名前が挙がる。
特に1975年に堀が著した『均田制の研究』は戦前から当時に至るまでの研究を網羅し、検討を加え、それらに堀自身の見解を加えた名著として名高く、均田制研究の一つの画期となった。
しかし堀の著作以後は均田制研究は徐々に下火になり、吐魯番、敦煌両文献を基にした実証に力点が置かれ、均田制を全体としてどう理解するかという視点の研究は少なくなってきている。

#### 均田制の系譜
戦前より引き続く問題である。
前述の通り、戦前に於いては占田・課田制などの中国歴代の土地制度の延長線上に均田制を位置づけるのが支配的であり、計口受田制との関係で均田制を位置づけるのは清水泰次に限られた。しかし戦後にはこの見方が拡大し、多くの賛同者を出した。その賛同者の中でも河地重造、田村実造、小口彦太、古賀登らは占田・課田制が直接の前身であることを否定し、西村元佑、堀敏一らは計口受田制から生まれた均田制であるが、中国歴代の土地制度の系譜にも位置づけられるとした。

#### 施行年次
均田制、俸禄制、三長制の施行年次、及び李安世の上奏の年次に付いてである。
まず『魏書』「高祖本紀」では北魏均田制に記述してある年次で記載されている。何通りかの説があるものの松本善海によって詳細に批判され、『魏書』記載の順番でほぼ間違いないとされる。
李安世の上奏の年次に付いては西村は均田制とは関係が無く三長制の後とした。是に対して松本は上奏文の半分を均田制の前、もう半分を三長制の後とし、佐々木栄一は全文を均田制以前のものとする。

#### 北魏均田制と共同体
還受の実態、均田制下の荘園の存在で述べたように、還受が実質的なものであるならば、なぜ均田制下でも荘園が存在しえたのかという問題が生ずる。
堀は当時の豪族勢力が宗主制を基として農民に対して指導者的立場を発揮した共同体的側面と農民から収奪する地主的側面という矛盾する二面を持つと考え、この間に楔を打ち込み農民に対する支配権を国家の下に引き戻すことが均田制の意義であったが、豪族も完全に力を失ったわけではなく、国家の中に官僚として取り込まれた、とした。

#### 還受の実態
戦前から引き継ぐ問題である。
還受否定の立場を採るのは鈴木、日野らであった。しかし前述の通り、退田文書などが発見されたことで状況は一変する。
西嶋は発見文書を基に吐魯番および敦煌で還受が行われていたことを証明し、全国的にも還受が行われていたと見るべきであるとする。
これに対して池田は吐魯番が唐の西域経営の拠点であるという特殊な地理条件を考慮に入れ、吐魯番での還受を全国的な還受に結びつけるのは慎重であるべきと述べた。なおこの文書を屯田の文書ではないかとする宮崎の考えがあるが、池田に否定された。
その後は吐魯番文書を基にして当時の吐魯番に於いてどのように均田制が行われていたかを実証することが研究の主眼となった。この分野では池田・土肥が中心となって成果を挙げた。

#### 均田制と時代区分論
戦前、内藤は中国史全体を理解するに当たり、旧来の王朝ごとの時代区分を批判し、後漢中期までを上古、魏晋南北朝時代から唐中期までを中古、宋以降を近世とする考えを発表した。上古・中古はそれぞれ古代・中世と言い換えて概ね間違いは無い。これに対して唐中期までを古代とする論が前田直典によって出された。
前者は宮崎・谷川らの京都学派、後者は西嶋・堀らの東京学派によって発展を遂げ、両者は激しい論争を行う（中国史時代区分論争）。
古代・中世はそれぞれ奴隷制・農奴制の時代とされる。中国史時代区分論争の中心にあったのが均田制の研究であった。両説とも唐から宋へを変革期として捉えることには変わりは無い。しかしその変化する内容が論点であり、唐代に国家・貴族・農民の三者がどのような関係にあったか、そして均田制が崩壊して以降はそれがどう変化したかを考えることが時代区分を考える際には不可欠であり、三者の関係を考えるには均田制の理解が必要不可欠であった、
京都学派は主に均田制が実際に施行される実態をあまり重視せず、均田農民の性格付けで記述した宮崎の立場のように均田農民を農奴と捉える。
これに対して東京学派は吐魯番に於ける均田制の施行状態を基に、均田制が全国的に実態あるものとして捉え、国家が農民に対して及ぼす強力な支配体制を強調する。西嶋は初めこれを「国家的奴隷制」と名づけていたが、後にこれを撤回して国家が農民に対して及ぼす「個別人身的支配」という用語を使うようになる。個別人身的支配とは国家が民衆の一人一人を個別に把握し、支配するあるいはそう志向することである。堀は西嶋の考えを更に発展させ、その成果を堀1975に纏めた。
しかしその後、時代区分論争自体が結論のでないまま下火になっていく。それ以後、均田制の研究のような社会経済史研究は全体的に下火になっていった。